# تونی دالی
تونی دالی (به انگلیسی: Tony Daley) بازیکن فوتبال زادهٔ ۱۸ اکتبر ۱۹۶۷ اهل انگلستان بود که سابقهٔ بازی در تیم ملی فوتبال انگلستان را در کارنامهٔ خود دارد. وی در تاریخ ۱۳ نوامبر ۱۹۹۱ نخستین بازی ملی خود را در مقابل تیم ملی فوتبال لهستان انجام داد و با حضور در ۷ بازی ملی، در تاریخ ۱۷ ژوئن ۱۹۹۲ واپسین بازی ملی‌اش را در برابر تیم ملی فوتبال سوئد برگزار کرد.